# Kaspar Förster il Giovane
Kaspar Förster il Giovane (Danzica, 28 febbraio 1616 (battezzato) – Oliva, 2 febbraio 1673) è stato un compositore e cantante lirico tedesco.

## Biografia
Era figlio del maestro di cappella di Danzica Kaspar Förster. Apprese dal padre i primi rudimenti musicali. Il suo primo incarico musicale fu di cantore alla Marienkirche di Danzica. Completò la sua formazione a Varsavia sotto la guida di Marco Scacchi e dopo il 1636 in Italia. Nel 1638 divenne cantante e direttore della Cappella di Corte di Varsavia. Nel 1641 fece domanda per un impiego statale a Danzica, ma non era quella la sua vocazione. Trascorse qualche tempo in Italia, fino a quando nel 1652 il re di Danimarca Federico III non lo chiamò a Copenaghen, per affidargli la ricostituzione della Cappella di Corte. Lo scoppio della guerra tra Danimarca e Svezia nel 1655, tre anni dopo la morte del padre, lo riportò a Danzica, dove per due anni fu maestro di cappella della Marienkirche. Secondo la testimonianza di Johann Mattheson Kaspar Förster era una «gloria della musica di Danzica». Nel 1657 entrò al servizio della Repubblica di Venezia e partecipò alle guerre contro i Turchi. Dal 1660 o dal 1661 visse nuovamente a Copenaghen, dove diresse per dieci anni la Cappella di Corte. Dopo aver passato un breve periodo di tempo ad Amburgo, si ritirò ad Oliva, presso Danzica, dove morì.

## Opere
Compose sei sonate per trio, concerti spirituali e cantate. Le opere del padre, anch'egli compositore, non sono sopravvissute. 
- Domine Dominus noster
- Vanitas vanitatum
- Sonata a 7
- Viri Israelite audite
- La Pazza
- Repleta est malis
- 6 Sonate a 3
- Congregantes philistei
- 3 Oratori
- 35 Concerti spirituali (Cantate)
- 4 Cantate profane